# Renato Steffen
Renato Steffen (Aarau, 1991. november 3. –) svájci válogatott labdarúgó, a Lugano középpályása.

## Statisztika
| Válogatott | Év       | Pályára lépés | Gól |
| ---------- | -------- | ------------- | --- |
| Svájc      | 2015     | 2             | 0   |
| Svájc      | 2016     | 3             | 0   |
| Svájc      | 2019     | 5             | 0   |
| Svájc      | 2020     | 4             | 0   |
| Svájc      | 2021     | 6             | 1   |
| Svájc      | 2022     | 9             | 0   |
| Svájc      | 2023     | 9             | 3   |
| Svájc      | 2024     | 3             | 0   |
| Összesen   | Összesen | 41            | 4   |

#### Góljai a válogatottban
| # | Időpont           | Helyszín                            | Ellenfél         | Gólok | Eredmény | Kiírás               |
| - | ----------------- | ----------------------------------- | ---------------- | ----- | -------- | -------------------- |
| 1 | 2021. október 12. | LFF Stadion, Vilnius, Litvánia      | Litvánia         | 2–0   | 4–0      | 2022-es VB-selejtező |
| 2 | 2023. március 25. | Karađorđe Stadion, Újvidék, Szerbia | Fehéroroszország | 1–0   | 5–0      | 2024-es EB-selejtező |
| 3 | 2023. március 25. | Karađorđe Stadion, Újvidék, Szerbia | Fehéroroszország | 2–0   | 5–0      | 2024-es EB-selejtező |
| 4 | 2023. március 25. | Karađorđe Stadion, Újvidék, Szerbia | Fehéroroszország | 3–0   | 5–0      | 2024-es EB-selejtező |

## Sikerei, díjai
Young Boys
- Super League
  - Ezüstérmes (1): 2014–15

 Basel
- Super League
  - Bajnok (2): 2015–16, 2016–17

- Svájci Kupa
  - Győztes (1): 2016–17

 Lugano
- Super League
  - Ezüstérmes (1): 2023–24

- Svájci Kupa
  - Döntős (2): 2022–23, 2023–24